# UAE Tour
UAE Tour är ett etapplopp i landsvägscykling i Förenade Arabemiraten. Loppet hölls första gången 2019 och är en del av UCI World Tour. Tävlingen bildades efter att Abu Dhabi Tour och Dubai Tour slagits ihop.
Sedan 2023 arrangeras det även ett lopp för damer, vilket är en del av UCI Women's World Tour.

## Vinnare

### Herrar
| År   | Vinnare             | Tvåa               | Trea            |
| ---- | ------------------- | ------------------ | --------------- |
| 2019 | Primož Roglič       | Alejandro Valverde | David Gaudu     |
| 2020 | Adam Yates          | Tadej Pogačar      | Alexej Lutsenko |
| 2021 | Tadej Pogačar       | Adam Yates         | João Almeida    |
| 2022 | Tadej Pogačar       | Adam Yates         | Peio Bilbao     |
| 2023 | Remco Evenepoel     | Luke Plapp         | Adam Yates      |
| 2024 | Lennert Van Eetvelt | Ben O'Connor       | Peio Bilbao     |
| 2025 | Tadej Pogačar       | Giulio Ciccone     | Peio Bilbao     |

### Damer
| År   | Vinnare              | Tvåa           | Trea                      |
| ---- | -------------------- | -------------- | ------------------------- |
| 2023 | Elisa Longo Borghini | Gaia Realini   | Silvia Persico            |
| 2024 | Lotte Kopecky        | Neve Bradbury  | Margarita Victoria García |
| 2025 | Elisa Longo Borghini | Silvia Persico | Kimberley Le Court        |